# Cléré-les-Pins
Cléré-les-Pins is een gemeente in het Franse departement Indre-et-Loire (regio Centre-Val de Loire). De plaats maakt deel uit van het arrondissement Chinon. Cléré-les-Pins telde op 1 januari 2022 1.398 inwoners.

## Geografie
De oppervlakte van Cléré-les-Pins bedroeg op 1 januari 2022 35,62 vierkante kilometer; de bevolkingsdichtheid was toen 39,2 inwoners per km².

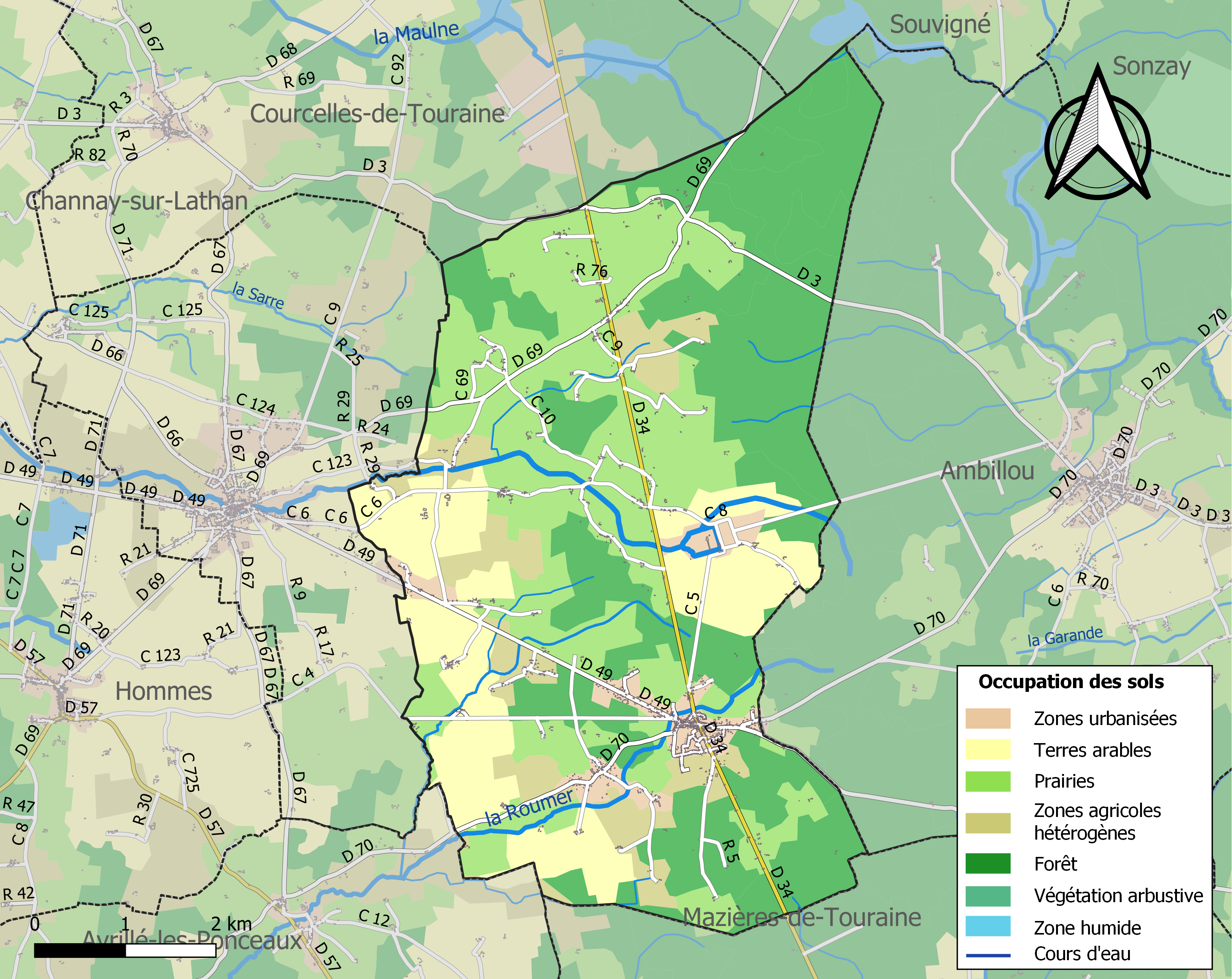
Kaart van de gemeente met belangrijkste infrastructuur, bodemgebruik en omliggende gemeenten

## Demografie
Onderstaande figuur toont het verloop van het inwonertal (bron: INSEE-tellingen).